# Böllenwörth
Das Naturschutzgebiet Böllenwörth liegt auf dem Gebiet des Rhein-Pfalz-Kreises in Rheinland-Pfalz. Das 158 ha große Gebiet, das mit Verordnung vom 29. Dezember 1983 unter Naturschutz gestellt wurde, erstreckt sich auf der Gemarkung Otterstadt. Der Rhein bildet die östliche Grenze. Durch das Gebiet verläuft die Landesstraße L 535 und unweit nordwestlich die L 630. Das Gebiet umfasst teilweise im Überschwemmungsgebiet des Rheins liegenden Auwald, Streuwiesen, Altrheinreste und sonstige temporäre Gewässer als Standort seltener Pflanzen- und Tierarten.